# NGC 4214
NGC 4214 (również NGC 4228, PGC 39225 lub UGC 7278) – galaktyka nieregularna (IBm), znajdująca się w gwiazdozbiorze Psów Gończych, oddalona o około 10 milionów lat świetlnych od Ziemi. Jest to galaktyka gwiazdotwórcza. Należy do grupy galaktyk M94.
Galaktyka została odkryta 28 kwietnia 1785 roku przez Williama Herschela. 27 kwietnia 1827 roku obserwował ją John Herschel, popełnił jednak błąd w rektascensji wielkości 1 minuty i skatalogował ją jako nowo odkryty obiekt. John Dreyer skatalogował obserwację Williama Herschela jako NGC 4214, a Johna Herschela jako NGC 4228.
Choć NGC 4214 jest galaktyką karłowatą, to jednak jest jasno rozświetlona światłem młodych gwiazd oraz obłoków molekularnych. We wnętrzu galaktyki znajduje się gromada masywnych, młodych gwiazd o temperaturach od 10 000 do 50 000 K. Można w niej znaleźć również znacznie starsze czerwone nadolbrzymy. W NGC 4214 trwają intensywne procesy formowania nowych gwiazd.
W galaktyce NGC 4214 zaobserwowano supernową SN 1954A. Drugi zgłoszony przypadek supernowej – SN 2010U – okazał się być fałszywą supernową, prawdopodobnie rozbłyskiem gwiazdy zmiennej typu S Doradus.